# Wingerbach (Gengenbach)
Wingerbach ist neben Fußbach und Strohbach ein Ortsteil von Bermersbach, einem Stadtteil von Gengenbach im Ortenaukreis in Baden-Württemberg.

## Geografie
Wingerbach ist ein kleiner Weiler in Tal- und unterer Hanglage und liegt rund einen Kilometer Luftlinie nördlich des Hauptortes Bermersbach und rund 4 Kilometer westlich der Stadt Gengenbach im Mittleren Schwarzwald. Durch den Ort fließt der Stenglenz, dieser mündet in Berghaupten in den Langenbach.

## Geschichte
Erstmals wurde Wingerbach 1333 erwähnt, damals noch als Windachbach, 1683 dann als Wingerbach. Wingerbach wurde zur Versorgung der Mönche des Gengenbacher Klosters landwirtschaftlich erschlossen. Seit  1808 gehört Wingerbach zu Bermersbach. 1828 wurde von Johann Ludwig Edel in Straßburg die Glocke der Kapelle St. Marien gegossen. Seit der Eingemeindung von Bermersbach nach Gengenbach am 1. Januar 1975, gehört auch Wingerbach zur Stadt Gengenbach.

## Kultur und Sehenswürdigkeiten

### Bauwerke

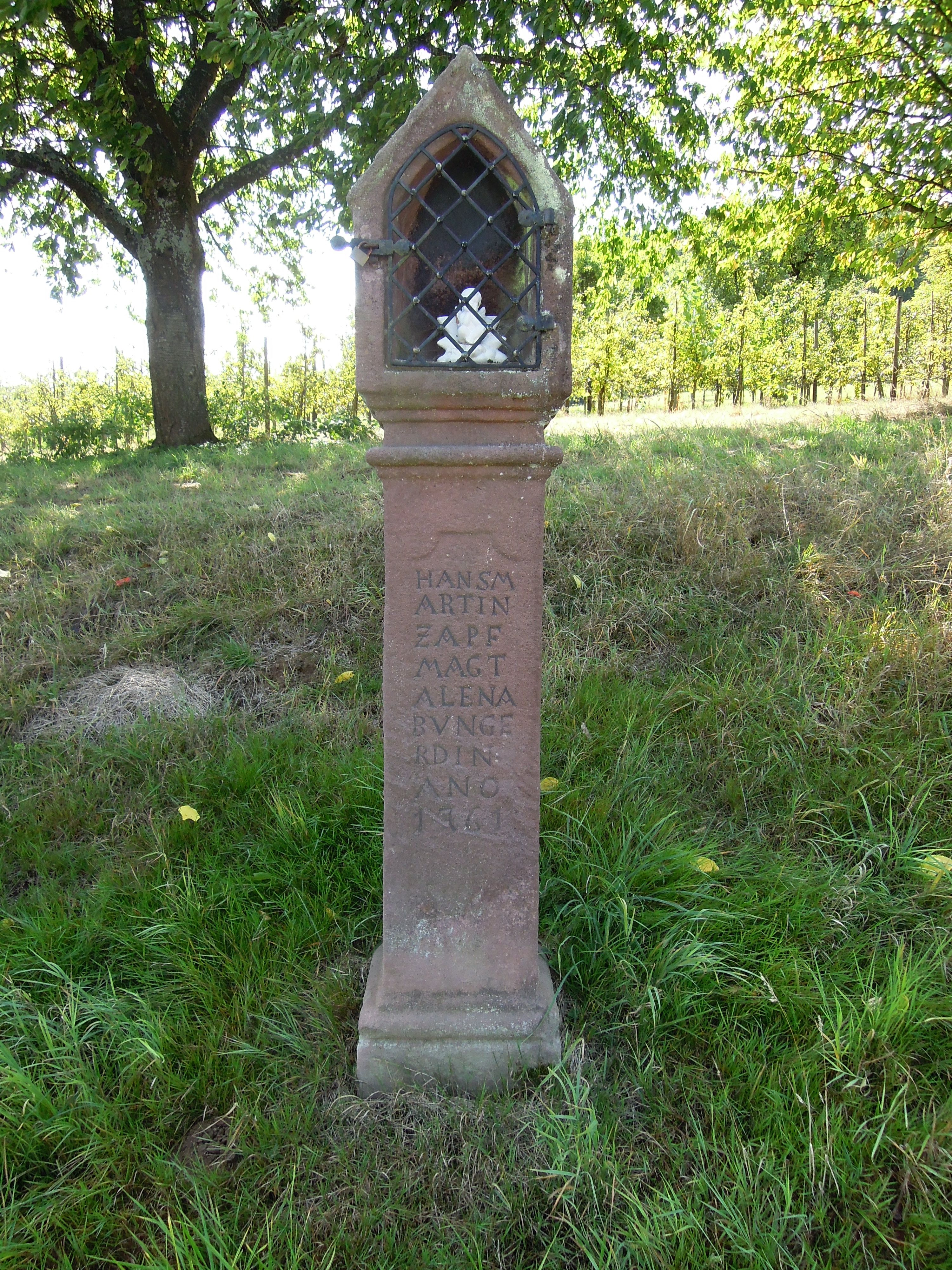
Bildstock in Wingerbach

- Katholische Kapelle St. Marien
- Bildstock in WingerbachMehrere Bildstöcke

## Wirtschaft und Infrastruktur

### Verkehr
Von Wingerbach aus fahren Schulbusse durch Bermersbach an das Schulzentrum in Gengenbach.